# Manufacture belge de lampes électriques
La Manufacture belge de lampes électriques (MBLE) était une société belge qui fabriquait des lampes à incandescence et des composants électroniques. Cette entreprise était un fleuron de l'industrie et de l'innovation en Belgique. Cette firme avait une culture d'entreprise bien particulière où l'accent était mis sur la recherche et le développement. Elle fut longtemps la plus grande usine belge dans son domaine. À l'Expo 58, le pavillon de MBLE était identifiés sous la forme d'un tube de radio. Dans les années 1960, MBLE fait partie des entreprises belges qui participent au programme de recherche spatiale européen. 

## Historique

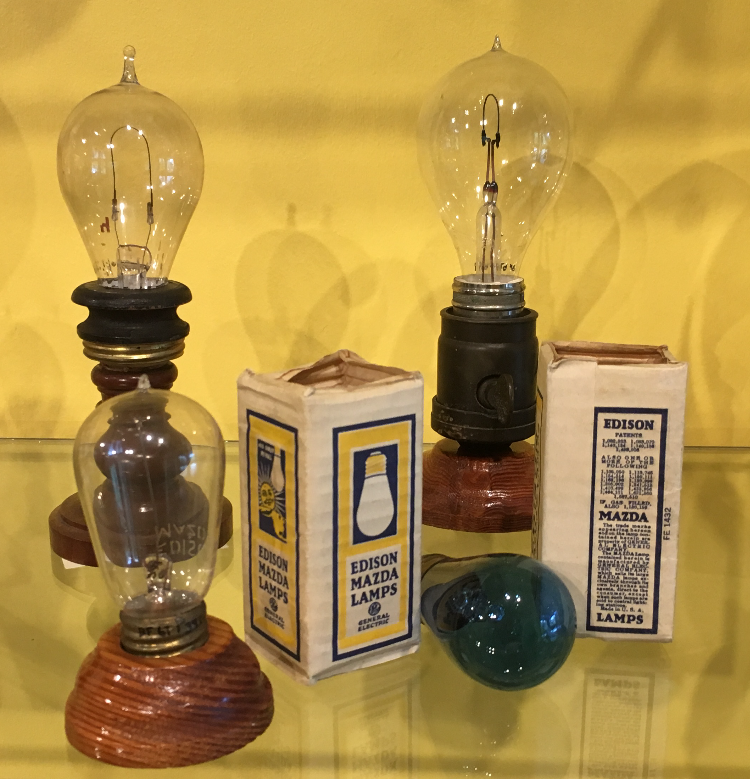
Ampoules électriques de marque Mazda.

La société a été fondée en 1911 à Vilvorde sous le nom « La lampe Brabant ». Elle fut fondée par L-F De Bakker et Emmanuel Pêtre, ces deux associés fondent la société avec un capital de départ de 200.000 BEF. 
C'est le 30 juin 1915 que l'entreprise se nomma "Manufacture Belge de Lampes Electriques", M.B.L.E. en abrégé. Elle a d'abord produit des ampoules sous la marque Mazda (« La Meilleure lumière ! »). Dès 1924 étaient également produits des tubes électroniques sous la marque Adzam (« La Meilleure musique ! »). En 1925, la MBLE a commencé un partenariat avec Philips.
Les bâtiments sont rapidement devenus trop exigus et, le 28 septembre 1946, l'entreprise achète le site d'une ancienne fabrique de lacets "Fabrique de Tresses et Lacets Torley", rue des Deux-Gares à Anderlecht.
En 1947, la production de tubes fluorescents a commencé, puis, en 1949, la production de composants électroniques pour les télécommunications et la physique nucléaire.
Le nombre d'ingénieurs s'élevait à plus de 160 en 1955. Des usines ont été construites à Bruxelles à la rue des Deux Gares, à Evere avenue Cicéron et à Anderlecht rue Buckle et au boulevard Maurice Herbette,. 
Entre 1948 et 1955, la main d’œuvre a triplé. Dès 1954 l'entreprise s'intéressa à la fabrication des transistors produits dans les nouveaux bâtiments d'Anderlecht, situés rue de l'Agrafe. Par la suite, au même endroit,  il en fut de même pour les circuits intégrés hybrides. 
En 1957, la MBLE est intégrée au groupe Philips. En 1958, la MBLE participé à l'Expo 58 avec son propre pavillon, sous la forme d'un tube électronique. 
À la fin des années 1960, une usine a été construite à Grâce-Hollogne. 
Entre 1948 et 1964, l'entreprise était dirigée par l'administrateur-délégué Marcel Hublou,. Le 1er décembre 1964, Jacques Lagrange, ingénieur commercial, le succède à sa mort inopinée auprès de la MBLE.
En 1961, une usine de condensateurs fut inaugurée à Roulers : elle a été déplacée en 1965 à Beveren. Il y avait à cette époque 5 500 personnes qui y travaillaient. On a également envisagé la production de semi-conducteurs, mais le vent a tourné.

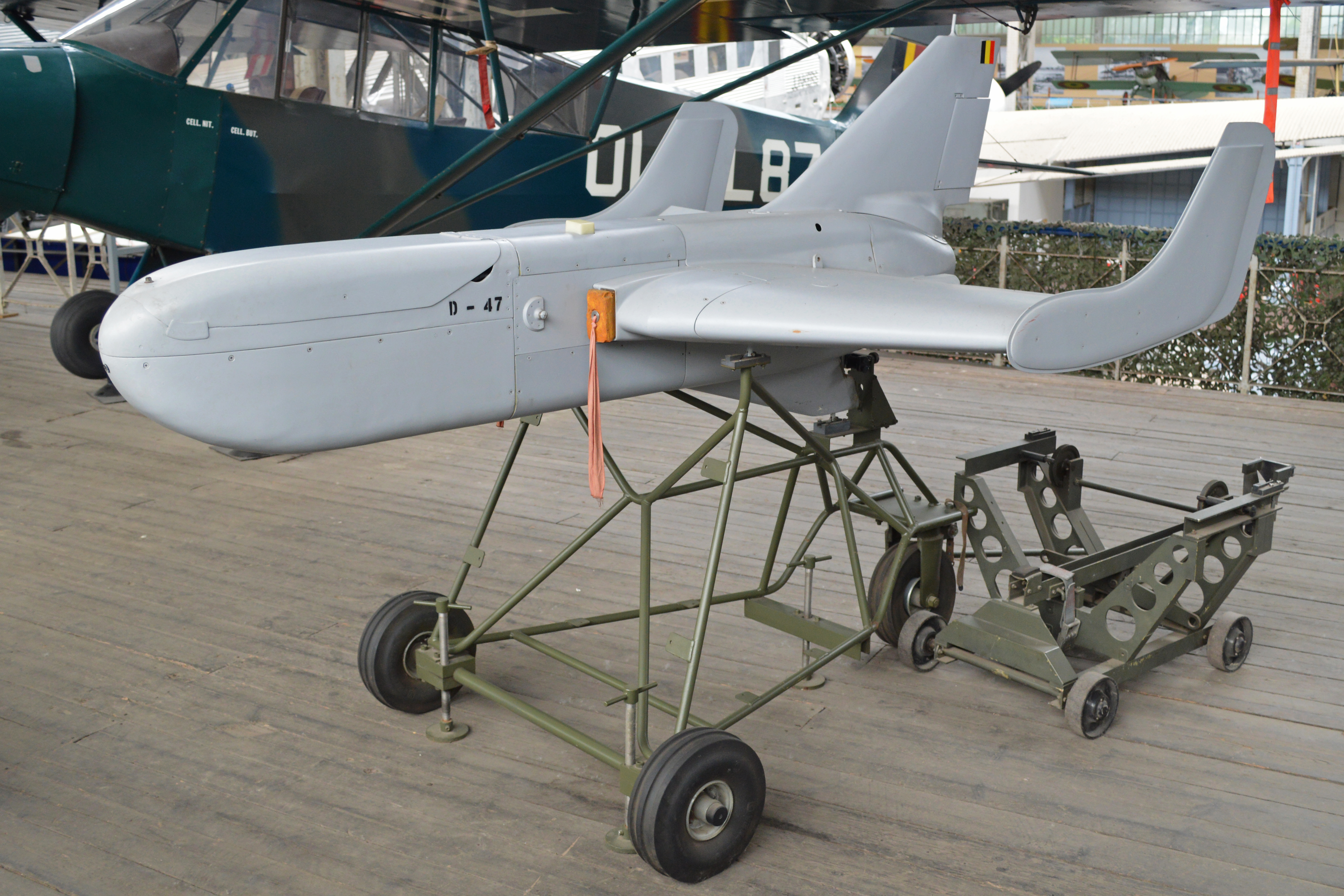
Drone Épervier de la MBLE, au musée royal de l'Armée et de l'Histoire militaire de Bruxelles.

En 1964, l’OTAN manifeste le besoin de s’équiper en drones de reconnaissance tactique évoluant au-dessus des champs de bataille. Dès 1965, l’entreprise lance le projet "Épervier", Ces drones sont officiellement retirés du service en septembre 1999. 
En 1967, la MBLE a commencé la vente de matériel d'enregistrement audio de marque Philips en Belgique.
En 1981, MBLE a été complètement intégrée au sein de Philips et le nom MBLE a disparu.
Le grand bâtiment de la rue des Deux Gares fut utilisé par Philips (département industrie) jusque dans la seconde moitié des années 1990 mais il ne s'agissait plus d'un site d'assemblage, seuls quelques services commerciaux y étaient encore installés.
Au début des années 2000, Philips Beveren a été repris par le producteur américain de condensateurs à film Vishay BC Components.